# Primicias
Primicias es una serie de televisión que se emitió en Argentina el 3 de enero al 24 de noviembre de 2000 por Canal Trece, fue producida por Pol-ka y dirigida por Jorge Nisco y Daniel Barone. Protagonizada por Arturo Puig, Araceli González y María Valenzuela. Coprotagonizada por Gustavo Garzón, Juan Carlos Mesa, Pablo Rago y Juan Darthés. Antagonizada por Gigí Ruá, Eduardo Blanco, Martín Seefeld, Jorge Mayorano, Boy Olmi, Esther Goris, Miguel Habud y la primera actriz Perla Santalla. También, contó con las actuaciones especiales de Roberto Pettinato y los primeros actores Roberto Carnaghi, Pepe Novoa, Raúl Rizzo y Graciela Pal. Y las participaciones de Gabriela Toscano, Florencia Raggi y Valentina Bassi como actrices invitadas.

## Argumento
Es la historia del periódico El Urbano y el canal de noticias TV Set, trabajando juntos pero enfrentados por conseguir la primicia.
A la cabeza del Urbano, Américo Baigorria (Juan Carlos Mesa) tratará de poner paz entre sus propios empleados, una recién llegada, Verónica Amore (María Valenzuela), temperamental y obstinada; Pablo Molina (Gustavo Garzón), idealista; el impulsivo e irresponsable Fernando Álvarez (Pablo Rago); y el secretario Di Nardo (Roberto Carnaghi). Todos ellos pelearán por mantener la llama de la libre expresión encendida.
En el otro lado, al frente de TV Set, Antonio Paz (Arturo Puig), neurótico, casado por tercera vez con Mariana (Gigi Rua); dos productores rivales, Victoria (Gabriela Toscano) y Viti (Roberto Pettinato). Alejandra Díaz (Florencia Raggi), una hermosa mujer, que solo quiere encontrar el amor que le es esquivo. Y su nueva reportera será Mina Carbonell (Araceli González) que estará envuelta en una relación con su camarógrafo Manuel (Juan Darthés).
Estos dos mundos están conectados por Mina en  TV Set, y Verónica, en el Urbano, medias hermanas de parte de su padre Ignacio Amore (Pepe Novoa), un periodista de la vieja escuela.

## Elenco

### Protagonistas
- Arturo Puig como Antonio Paz (1 - 214)
- Araceli González como Mina Carbonell (1 - 214)
- María Valenzuela como Verónica Amore (1 - 134, 146 - 214)

### Elenco Protagónico
- Gustavo Garzón como Pablo Molina (1 - 153)
- Juan Carlos Mesa (†) como Américo Baigorria (1 - 214)
- Pablo Rago como Fernando Álvarez Bisoni (1 - 214)
- Juan Darthés como Manuel Révora (1 - 185)

### Elenco Principal
- Raúl Rizzo como Carlos "Pelusa" Armill (1 - 214)
- Gabriela Toscano como Victoria "Angelita" Yañez (1 - 214)
- Pepe Novoa como Ignacio Amore (1 - 60)
- Roberto Pettinato como Daniel "Vitti" Vittino (1 - 214)
- Roberto Carnaghi como Miguel Di Nardo (1 - 214)
- Florencia Raggi como Alejandra Diaz (1 - 214)
- Valentina Bassi como Catalina "Cati" Baigorria (1 - 169, 214)
- Graciela Pal como Carmen Carbonell (1 - 214)
- Gigí Ruá como Mariana Guimarães. (1 - 48)
- Carlos Santamaría como Babi (1 - 52)

### Elenco Recurrente
- Hugo Varela como Julio César Cameratta (1 - 50)
- Alejandro Fiore como Guillermo Miglione (1 - 214)
- Mariana Briski (†) como Yamila Mordichevsky (1 - 214)
- Guillermo Marcos como José Alvarenga (1 - 214)
- Martín Karpan como Andrés (1 - 52)
- Peto Menahem como Calo "Calito" Ortega (1 - 214)
- Isabel Achaval como Greta (1 - 52)
- Jorge Nolasco (†) como Federico Pereyra (1 - 214)
- Jorge Noya como Aníbal Lecter (1 - 214)
- Carolina Valverde como Sol Amore (5 - 214)

### Actuaciones Especiales
- Perla Santalla como Sofía
- Esther Goris como Lucrecia
- Graciela Borges como Inés Rivera Fuente. (112 - 130)
- Adrián Suar como Gustavo "El Nene" Carrizo (personaje de Poliladron) (151 - 152)
- Laura Novoa como Verónica Vega (personaje de Poliladron) (152)
- Diego Peretti como El Tarta (151 - 152)
- Norman Briski como Juan (167)
- Norma Aleandro como Elsa (176 - 178)
- China Zorrilla (†) como Amelia Masini (195 - 198)

### Participaciones
- Boy Olmi como Roberto Paz.
- Eduardo Blanco como Eugenio Zorlegui (? - 211)
- Martín Seefeld como Juez Barrera (6 - 159)
- Jorge Mayorano como Sergio Zaba.
- Miguel Habud como Felipe.
- Pachi Armas (†) como Héctor
- Tincho Zabala (†) como Mario Rocamora
- Antonio Ugo (†) como Arias.
- Eugenia Tobal como Edda Montes
- Juan Gil Navarro como Rodrigo. (7 - ?)
- Juan Carlos Dual (†) como Salazar (129)
- Claudia Albertario como Julia.
- Pamela David como Carolina (122 - 123)
- Floria Bloise (†) como Beatriz.
- Diego Jaraz como Marcelo.
- Jorge Prado como Argonini.
- Willy Lemos como Virginia / Victor Andrade (? - 156, 210 - 213)
- Ana María Colombo como Lita.
- Miguel Dedovich (†) como Angel.
- Francisco Cocuzza como Octavio.
- Carlos Bermejo (†) como Suárez.
- Coni Vera como Elisa.
- Jorge García Marino como Alberto.
- Pietro Guggiana como Abogado.
- Agustina Posse (✝) como Tatiana.
- Guido Gorgatti (✝) como Guido.
- Diego Pérez como Kili. (126 - ?)
- Mónica Gonzaga como Diana.
- Nilda Raggi como Marta.
- Marcelo Aguilar como Entrenador de Gym.
- Daniel Gallardo como Secretario Márquez.
- Rafael Ferro como Mauricio.
- Marcela Ruiz como Susana Baiggorria.
- Beatriz Dellacasa como Alicia.
- Nya Quesada (†) como Emilia.
- Héctor Da Rosa como Reyes.
- Patricia Kraly como Coordinadora.
- Álex Benn como Pizzi.
- Leo Dyzen como Enfermero.
- Mauricio Dayub como Marcos. (141 - 163)
- Celia Juárez (†) como Abuela.
- Víctor Bruno como Alcides.
- Fausto Collado como Berruezo.
- Luciano Cazaux como Cabrera.
- Daniel Miglioranza
- Fabio Aste
- Pablo Siale como Javier.
- Tito Haas como Gerardo.
- Jesús Berenguer como Tito.
- Boris Rubaja como Gabriel.
- Aldo Pastur como Juez Minuti (150 - 154)
- Josefina Viton como Florencia.
- Martín Adjemián (†) como Isaac Golvinski (158 - 165)
- Pochi Ducasse como madre de "Vitti" (164)
- Gerardo Chendo como Franco Petrella (164-165)
- Gustavo Guillén (†) como Polo Ferraro (164 - ?)
- Adriana Salonia como Melina (171 - 174)
- Germán Kraus como Senador Otamendi (171 - 181)
- Oscar Ferreiro (†) como Gibraltar (172 - 174)
- Pompeyo Audivert como Topo (172 - 173)
- Marina Vollman como Priscila (175 - 178, 182, 190 - 213)
- Alejandra Da Passano (†) como Elba (176 - 178)
- Ernesto Larrese como Ángel (176 - ?)
- Alicia Aller (†) como Ángela (177)
- Manuel Vicente como Rivas (183 - 185)
- María Eugenia Suárez como María Eugenia (188)
- Mónica Villa como Matilde (190 - 191)
- Luciano Cáceres como Sicario (194 - 195)
- Fernando Lupiz como Adrián (199 - )
- Juan Manuel Tenuta (†) como Aráoz  (199, 201 - 203)
- César Vianco como Franco (205 - 214)
- Osvaldo Guidi (†) como Carlos (207 - 208)
- Joe Rígoli (†) (207)
- Andrea Barbieri como Flavia (211 - 212)
- Stella Maris Lanzani como María Laura.
- Oscar Ferrigno como Quadrelli.
- Noni Avesani como Pelufo.
- Deborah Abrason
- Claudio Amato
- Javier Antezana como Rubén
- Gustavo Antonelli
- Florencia Aragón como Cristina
- Alicia Aresté (†)
- Cristina Aroca
- Gerardo Baamonde
- Salvador Bivachi
- Sergio Boris
- Joaquín Bouzas
- Marcelo Bucossi
- Ernesto Bucker
- Rubén Bustos
- Federico Cáceres
- Teresa Calori
- Ania Carabante
- Ana María Casó como madre de "Calito"
- Hugo Castro (†) como Bertolino
- Gustavo Chapa
- Oscar Cisterna
- Guido D'Albo
- Aurora del Mar
- Ricardo Díaz Mourelle como Alberto
- Nino Dolce
- Amancay Espíndola
- Cristian Fernandes
- Adriana Ferrer
- María Figueras
- Daniel Filidoro como Maxi
- Luciano Furfaro
- Martín Gianola (†) como Javier Trillo
- Ana María Giunta
- Marina Glezer
- Arturo Goetz (†)
- Jorge Gómez
- Rubén Green (†) como Guillermo
- Pablo Ini
- Pamela Jordán
- Aldana Jussich
- Cristian Latrónico
- Emma Ledo como "Mamina"
- Darío Levy
- Laura Liste
- Alberto Longheiras
- Claudio López
- Leandro López
- Gloria Lopresti
- Silvina Mañanes
- Claudio Martínez Bel como Minestroni
- Adriana Mascialino
- Esteban Massari
- Elida Marletta
- Pablo Matar
- Stella Matute
- Juan Martín Mercado
- Martín Miani como Lucas
- Carlos Monaco
- Gonzalo Morales como José
- Mario Moscoso
- Horacio Nitalo como Romero
- Beto Orchosky
- Martín Orecchio
- Sebastián Pajoni como Ricky
- Agustín Palermo
- Elena Pérez Rueda
- Pedro Peterson
- Oscar Piñeiro
- Romina Polnoroff
- Atilio Pozzobón (†)
- Isabel Quinteros como Petrona
- Pablo Razuk
- Julio Riccardi
- Mariana Richaudeau como Andrea
- Carlos Rivkin como padre de "Pelusa"
- Pablo Rossi
- María Elina Rúas (†) como madre de "Pelusa"
- Eduardo Ruderman
- Nelson Segre
- Marina Skell como Cristina
- Martín Slipak como Juancito
- Claudio Spin
- Viviana Suraniti
- Héctor Tealdi como Eugenio
- Daniel Tedeschi
- Andrés Tiengo
- María Laura Topa
- Ernesto Torchia como Andreani
- Daniel Valdez
- Javier Van de Couter
- Divino Vivas (†)
- Fito Yanelli como Carlos
- Celina Zambón como Sibila

### Cameos
- Andrea del Boca
- Adrián Suar
- Mariachi Real de México  (116)
- Guillermo Andino  (142)
- Andy Kusnetzoff (142)
- Fanny Mandelbaum (142)
- Nancy Pazos (142)